# Shining Boy and Little Randy
Pour plus de détails, voir Fiche technique et Distribution.
Shining Boy and Little Randy (星になった少年, Hoshi ni natta shonen) est un film japonais réalisé par Shunsaku Kawake, sorti en 2005.

## Synopsis
Ce film est basé sur l'histoire réelle d'un garçon japonais qui rêvait d'élever des éléphants.

## Fiche technique
- Titre : Shining Boy and Little Randy
- Titre original : 星になった少年 (Hoshi ni natta shonen)
- Réalisation : Shunsaku Kawake
- Scénario : Sumio Omori, d'après le roman de Sayuri Sakamoto
- Production : Chihiro Kameyama et Hiroyoshi Koiwai
- Sociétés de production : Fuji TV et Tōhō
- Musique : Ryūichi Sakamoto
- Photographie : Hiroshi Takase
- Montage : Hideyuki Ochiai
- Direction artistique : Osamu Yamaguchi
- Pays d'origine :  Japon
- Format : Couleurs - 1,85:1 - Dolby Digital - 35 mm
- Genre : Drame
- Durée : 113 minutes
- Dates de sortie : 16 juillet 2005

## Distribution
- Yūya Yagira : Tetsumu Ogawa
- Takako Tokiwa : Sario Ogawa
- Katsumi Takahashi : Kosuke Ogawa
- Yū Aoi : Emi Murakami
- Mitsuko Baishō : Asako Fujisawa
- Sithao Petcharoen : Boulien